# Dąbrówka Starzeńska

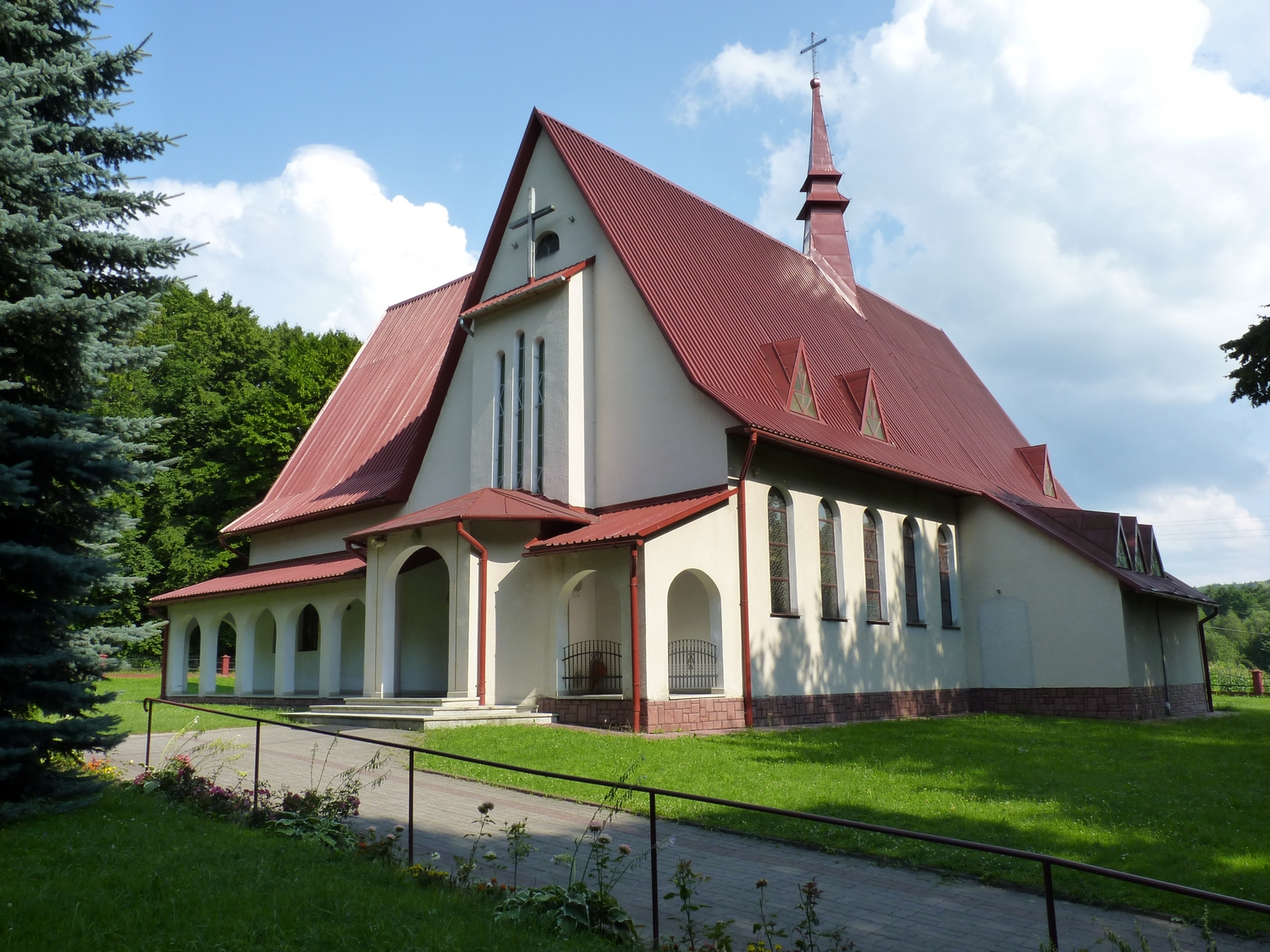
Kościół Matki Bożej Częstochowskiej

Dąbrówka Starzeńska (do 14 lutego 1968 Dąbrówka) – wieś w Polsce położona w województwie podkarpackim, w powiecie rzeszowskim, w gminie Dynów. Leży nad Sanem, 25 km od Sanoka, na granicy Pogórza Przemyskiego i Dynowskiego.
W latach 1954–1968 wieś należała do gromady Siedliska, następnie należała i była siedzibą władz gromady Dąbrówka Starzeńska. W latach 1975–1998 miejscowość administracyjnie należała do województwa przemyskiego.
Dąbrówka Starzeńska należy do rzymskokatolickiej parafii Najświętszej Maryi Panny Królowej Polski w Siedliskach w dekanacie Dynów. Kościół filialny pod wezwaniem Matki Bożej Częstochowskiej wybudowano w latach 80. XX w.

## Części wsi
| SIMC    | Nazwa  | Rodzaj     |
| ------- | ------ | ---------- |
| 0601308 | Dół    | część wsi  |
| 0601314 | Góra   | część wsi  |
| 0601320 | Reszów | przysiółek |

## Zamek
We wsi znajdują się ruiny czworobocznego zamku Kmitów i Stadnickich z XV-XVII wieku. 
W pobliżu zamku, na końcu grabowej alejki wybudowano kaplicę grobową (ok. 1900 r.).

## Galeria

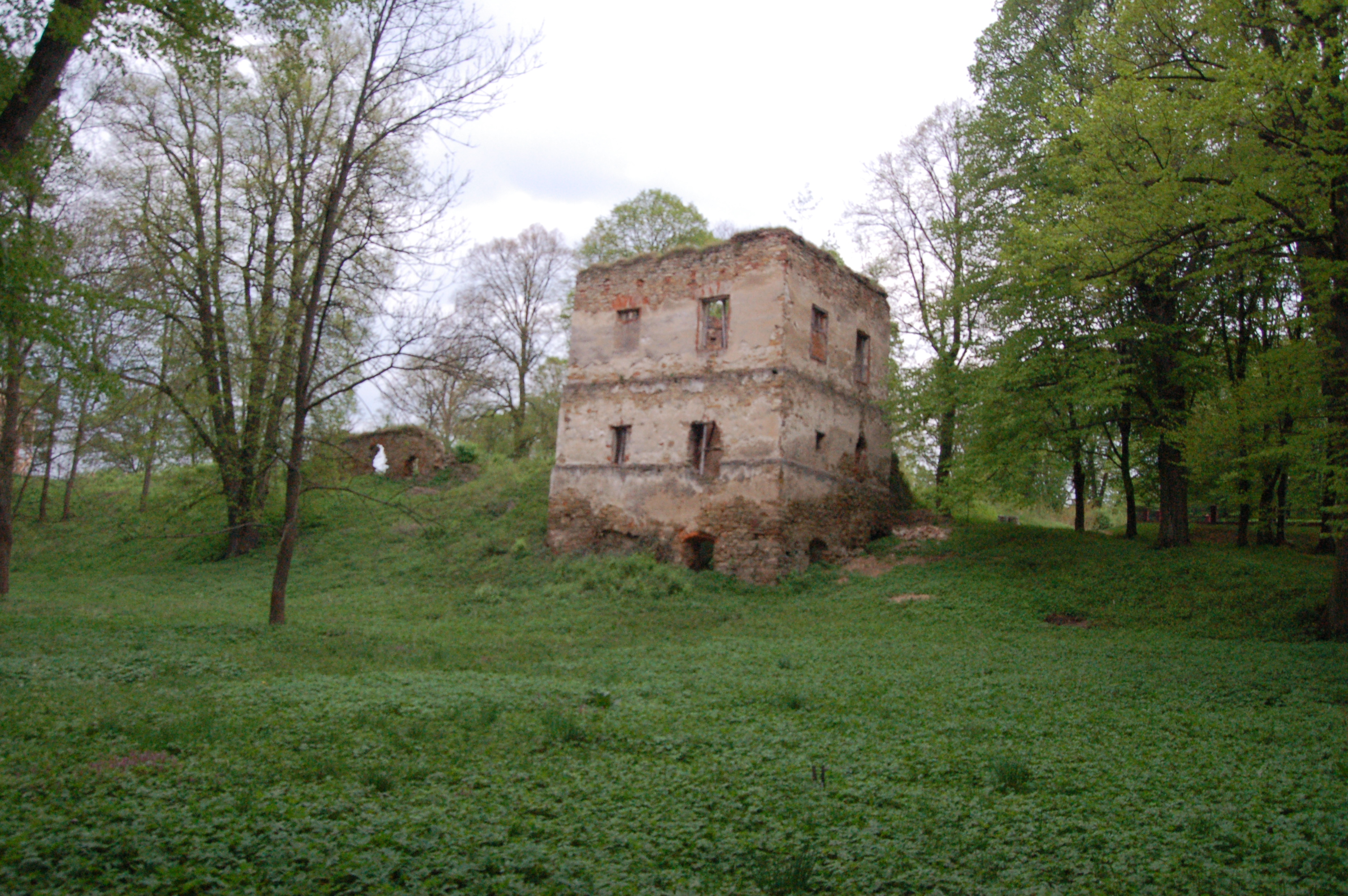
Ruiny zamku
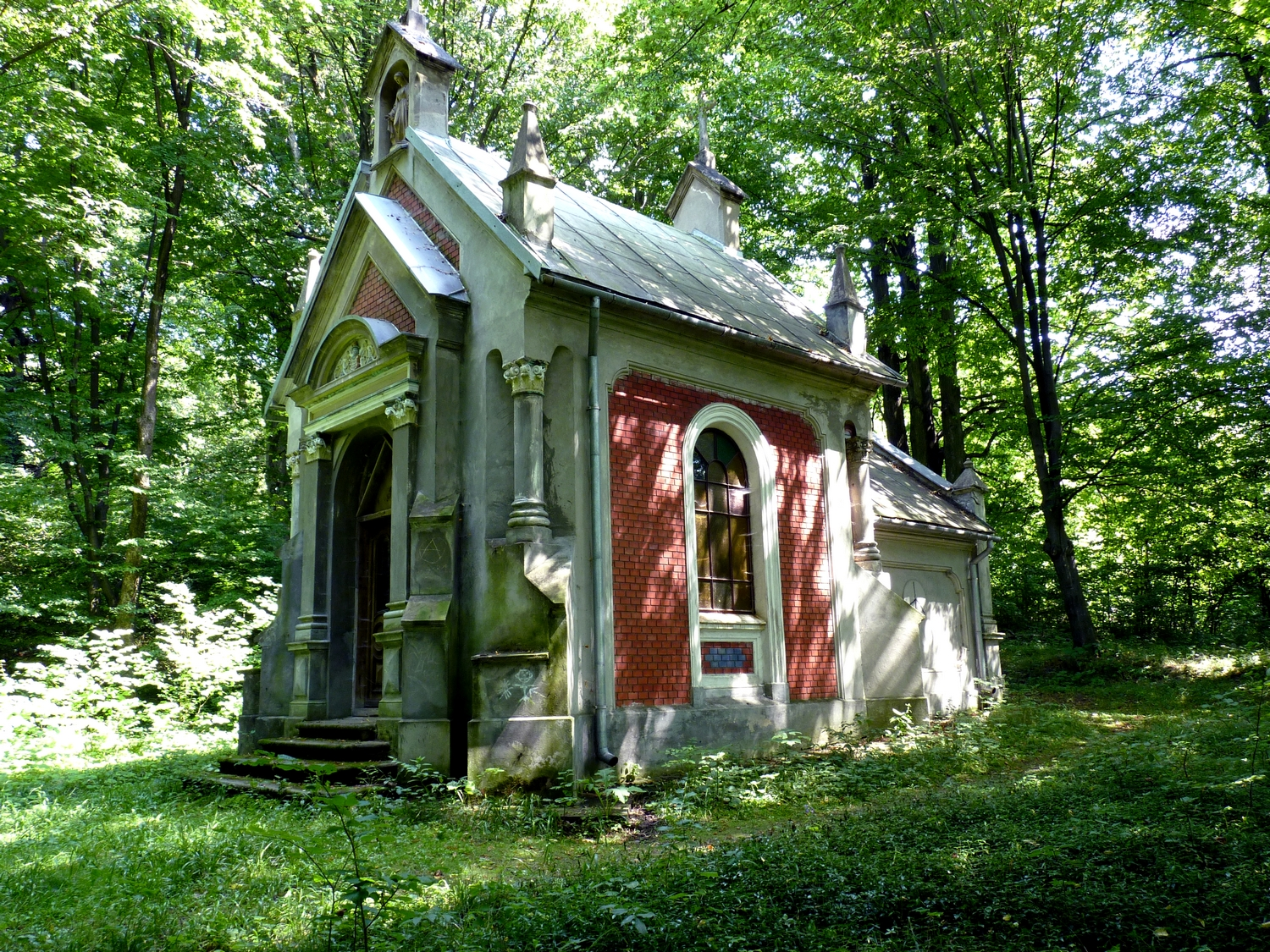
Kaplica grobowa Starzeńskich
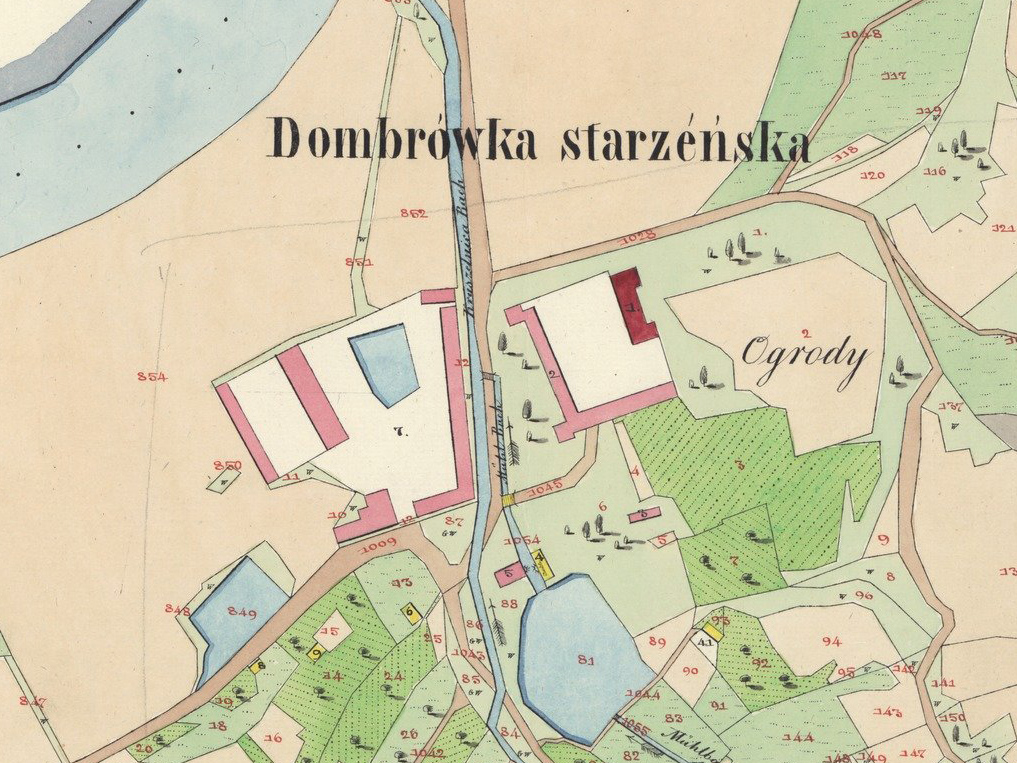
Zamek i dwór na mapie z 1851 r.